# Мануил Ангел
Мануил Ангел (на старогръцки: Μανουήλ Ἄγγελος; на латински: Manuel Angelos) е византийски благородник от местността около Филаделфия в западна Мала Азия. Той е праотец на династията на Ангелите и прадядо на императорите Алексий III Ангел и Исак II Ангел.
Мануил е патрикий през 1078/1081 г. и с неизвестната си по име съпруга има 4 деца:
- Константин Ангел († сл. юли 1166), византийски военачалник, основател на династията на Ангелите, жени се за Теодора Комнина, дъщеря на император Алексий I Комнин и на Ирина Дукина.
- Николай Ангел
- Йоан Ангел
- Михаил Ангел